# Isabel Fernández
Isabel Fernández (n. 1 februarie 1972, Torre del Pla⁠(d), Comunitatea Valenciană, Spania) este o sportivă ce a reprezentat Spania, medaliată olimpică. A participat la 4 ediții ale Jocurilor Olimpice (1996, 2000, 2004, 2008) în care a câștigat o medalie de aur și o medalie de bronz.